# Ashur-nirari V
Assur-nirari V var regent av det assyriska riket mellan 755 och fram till sin död 745 f.Kr.. Han var son till Adad-nirari III, efterträdde sin broder Ashur-Dan III och efterträddes av Tiglat-pilesar III.